# Осада Брюсселя (1746)
Осада Брюсселя (фр. Siège de Bruxelles) проходила с января по февраль 1746 года во время войны за австрийское наследство. Французская армия под командованием маршала Морица Саксонского осадила и взяла город Брюссель, столицу Австрийских Нидерландов.

Карта осады Брюсселя в 1746 г.

В 1745 году в связи с восстанием якобитов большая часть британской армии была вынуждена вернуться в Британию. Поэтому очень немногие войска могли активно противостоять французским войскам. Воодушевленный этим фактом, маршал Мориц Саксонский двинулся на Брюссель и 29 января окружил город. Однако 2 февраля маршал был вынужден передать командование генерал-лейтенанту Брезе из-за болезни, и смог снова принять участие в осаде только 18-го.
В ночь с 7 на 8 февраля была вырыта первая параллель, на следующую ночь — вторая. В ночь на 12 ноября осажденные (2000 человек) сделали вылазку, но днем осаждающие смогли поставить там батарею. 15-го была ещё одна вылазка, во время которой комендант крепости генерал Адам Адриан ван дер Дуйн был ранен. В ночь с 19 на 20 французы атаковали, но были отброшены. Защитникам стало ясно, что крепость уже не удержать, и поэтому, не желая подвергнуть город разграблению, они были вынуждены капитулировать 22 февраля после трёхнедельной осады.
За взятием Брюсселя последовало взятие других крупных городов и крепостей Австрийских Нидерландов, в том числе Монса и Намюра. Брюссель оставался под французской оккупацией до тех пор, пока не был возвращен Австрии по договору Экс-ла-Шапель в 1748 году.
Губернатор Австрийских Нидерландов Венцель Антон фон Кауниц-Ритберг был вынужден перевести свою администрацию в Антверпен. Осада сильно изменила его мнение о союзниках Австрии, в первую очередь о Великобритании и Соединенных провинциях. Десять лет спустя Кауниц будет одним из участников переговоров о франко-австрийском союзе, в котором Австрия откажется от своего прежнего союза с Великобританией и присоединится к Франции.